# وفيات أولمبية وبارالمبية
توفي ثمانية رياضيين أولمبيين أو بارالمبيين وستة خيول نتيجة للتنافس في رياضتهم أو ممارستها في أماكن الألعاب؛ وهناك ثلاث وفيات أخرى نتيجة محتملة للمنافسة وذلك منذ بداية الألعاب الأولمبية الحديثة، وحتى ختام دورة الألعاب البارالمبية الصيفية 2020. بالإضافة إلى ذلك، توفي 16 مشاركاً آخرين في الألعاب الأولمبية لأسباب أخرى؛ 11 من هذه الوفيات كانت نتيجة لحادث ميونيخ.
تسببت العديد من الحوادث المتعلقة بالألعاب الأولمبية في وفاة غير المشاركين. حيث قُتل عدد كبير خلال أعمال شغب كرة القدم في ليما في 1964 ومذبحة تلاتيلولكو في مدينة مكسيكو في 1968. كما تسبب تفجير حديقة سينتينال الأولمبية في ألعاب أتلانتا في 1996 في وفاة شخصين.

## خلال المنافسات في الألعاب الأولمبية
| الاسم             | العمر | الدولة   | الرياضة | الأولمبياد     | سبب الوفاة                          | المصدر |
| ----------------- | ----- | -------- | ------- | -------------- | ----------------------------------- | ------ |
| فرنسيسكو لازارو   | 24    | البرتغال | عداء    | 1912، ستوكهولم | اضطرابات الكهرل/ارتفاع درجة الحرارة | [ 1 ]  |
| كنود إنيمارك ينسن | 23    | الدنمارك | دراج    | 1960، روما     | ضربة شمس                            | [ 2 ]  |

### الخيول
- ليغني (11) (امتطاه إستفان فيسي)، من المجر، برلين، 1936 - أُعدم بطريقة رحيمة بعدما كسر ساقه عند السياج الرابع.[3]
- سليبري سليم (8) (امتطاه جون ويليمز)، الولايات المتحدة الأمريكية، برلين، 1936 - أُعدم بطريقة رحيمة بعدما كسر ساقه عند السياج الرابع.[4][5]
- إيلر (12) (امتطاه يوهان أسكر)، السويد، ستوكهولم، 1956 - أُعدم بطريقة رحيمة بعدما كسر ساقه في مسار الضاحية.[6]
- موريش الثاني (امتطاه أندريه كادار)، رومانيا، روما، 1960 – انهار ومات بعد الانتهاء من مسار الضاحية.[7]
- أوفر آند أوفر (امتطاه جوريس فانسبرينغل)، بلجيكا، أثينا، 2004 – تعرض لكسر في عظم الفخذ الأيسر أثناء اجتيازه جزء الضاحية من الحدث. أُعدم بطريقة رحيمة بعد أن خلص الأطباء البيطريون إلى أن الإصابة لا يمكن علاجها.[8]
- جيت سيت (14) (امتطاه روبن يودل)، سويسرا، طوكيو، 2020 – أُعدم بطريقة رحيمة بعد أن شٌلت حركته تماماً أثناء سباق البحر/الغابة الريفي.[9][10]

## خلال المنافسات في الألعاب البارالمبية
- بهمن غولبارنجاد (48)، إيران – راكب دراجات – 2016، ريو دي جانيرو – سكتة قلبية بعد حادث.[11]

## أثناء التدريب الأولمبي أو ربما نتيجة المنافسة
- ديفيد براتون (35) وجورج فان كليف (25)، الولايات المتحدة – كرة الماء والسباحة – 1904، سانت لويس. استُخدمت البحيرة الاصطناعية التي بُنيت في منتصف المعرض العالمي لمعرض الإنقاذ في معارض الماشية أيضاً. كانت الماشية في هذه المعارض ترعى حول البحيرة وتقف فيها، وكانت أحداث كرة الماء والسباحة تُعقد في الطرف الآخر من البحيرة. في غضون أربعة أشهر من أحداث كرة الماء والسباحة، مات براتون وفان كليف بسبب حمى التيفوئيد. تنافس كل منهما في كرة الماء وسباق التتابع الحر 4 × 50 ياردة.[12][13][14]
- نيكولاي بيرتشت (20)، رومانيا – الملاكمة – 1936، برلين. توفي بيريشيت بعد ثلاثة أيام من خسارته لمباراته ضد إيفالد سيبر. سُجلت وفاته رسمياً على أنها نتيجة تسمم الدم، ولكن اُقترح أن الضرر الذي حدث أثناء القتال ربما كان عاملاً في وفاته.[15][16]
- إغناتس ستيفسون (25)، النمسا – الطيران الشراعي (حدث استعراضي) – 1936، برلين. قُتِل ستيفسون في 3 أغسطس عندما انكسر جناح طائرته الشراعية وتحطمت أثناء التدريب.[17]
- روس ميلن (19)، أستراليا – التزلج على المنحدرات – 1964، إنسبروك. توفي ميلن في اصطدام تزلج بشجرة أثناء التدريب في إنسبروك قبل أربعة أيام من افتتاح الألعاب.[18]
- كازيميرز كاي سكرزيبكي (58)، بريطانيا – الزحافات – 1964، إنسبروك. توفي كاي سكريزيبيكي بعد يوم واحد من حادثة اصطدام بالزحافة أثناء التدريب في إنسبروك، والتي وقعت قبل ثمانية أيام من افتتاح الألعاب.[19]
- نيكولاس بوشاتاي (27)، سويسرا – التزلج السريع (رياضة استعراضية) – 1992، ألبرتفيل. اصطدم بوتشاي بآلة ثلج أثناء التدريب.[20]
- نوراد كوماريتاشفيلي (21)، جورجيا – الزحافات – 2010، فانكوفر. توفي كوماريتاشفيلي في حادث اصطدام بالزحافة أثناء التدريب في يوم حفل الافتتاح.[21]

## وفيات أخرى للمشاركين الأولمبيين

### باريس 1900
إدموند براسار [إيطاليا]، (30)، فرنسا - المبارزة - 1900، باريس - قُتل براسار إلى جانب ثلاثة آخرين في انهيار جسر بازريل دي زانفاليد، وهو جسر مؤقت بُني لأجل المعرض الدولي 1900. حدث هذا بعد شهرين من مشاركته في الألعاب الأولمبية ولكن أيضاً قبل شهرين من انتهاء الألعاب.

### لندن 1948
خلال دورة لندن الأولمبية، مرضت إليسكا ميساكوفا، إحدى عضوات فريق الجمباز النسائي التشيكوسلوفاكي، عند وصولها إلى المدينة المضيفة. شُخصت إصابتها بشلل الأطفال، وتوفيت في اليوم الأخير من الألعاب الأولمبية، وهو نفس اليوم الذي فاز فيه زملاؤها المتبقون بالمسابقة.

### ملبورن 1956
أريغو مينيكوتشي، مجدف إيطالي تنافس في الثماني سباقات، قُتل كراكب في حادث سيارة على بعد حوالي 90 كم شمال غرب ملبورن خلال الألعاب الأولمبية في 1 ديسمبر 1956، بعد أربعة أيام من انتهاء مسابقة التجديف.

### ميونيخ 1972
قتلت منظمة أيلول الأسود الفلسطينية 11 عضواً من الفريق الإسرائيلي أثناء دورة الألعاب الأولمبية في ميونخ في 1972.
أعضاء الفريق الأولمبي الإسرائيلي الذين قُتلوا خلال دورة الألعاب الأولمبية 1972 في ميونخ هم:
- مارك سلافين، 18 عاماً، مصارع
- إليعازر هالفين، 24 عاماً، مصارع
- ديفيد مارك بيرغر، 28 عاماً، رافع أثقال
- زئيف فريدمان، 28 عاماً، رافع أثقال
- يوسف رومانو، 32 عاماً، رافع أثقال
- أندريه سبيتزر، 27 عاماً، مدرب مبارزة
- موشيه واينبرغ، 33 عاماً، مدرب مصارعة
- يوسف غوتفريوند، 40 عاماً، حكم مصارعة
- أميتزور شابيرا، 40 عاماً، مدرب ألعاب القوى
- ياكوف سبرينغر، 51 عاماً، حكم رفع أثقال
- كيهات شور، 53 عاماً، مدرب رماية

### كالجاري 1988
كان يورغ أوبرهامر، 47 عاماً، طبيب الفريق النمساوي، يتزلج على منحدر ترفيهي بين جولات الصباح والظهيرة في سباق التزلج المتعرج العملاق للرجال، عندما اصطدم بمتزلج آخر (فني سي تي في) وسقط تحت آلة تنظيف الثلوج، مما أدى إلى سحقه على الفور.

### ريو دي جانيرو 2016
توفي ستيفان هينز، 35 عاماً، المدرب الألماني في رياضة التجديف بالكانو والحائز على الميدالية الفضية الأولمبية، في 15 أغسطس 2016 بعد أن تعرضت سيارته الأجرة لحادث تصادم وجهاً لوجه بسرعة عالية في ريو قبل ثلاثة أيام.

### طوكيو 2020
يُشتبه في أن المدرب الصيني لفريق السباحة الأوليمبي الفيتنامي، هوانغ قوهوي، البالغ من العمر 57 عاماً، قد انتحر أثناء احتجازه في الحجر الصحي بسبب كوفيد-19 في هانوي بعد العودة من طوكيو.

### باريس 2024
توفي مدرب فريق الملاكمة الساموي، ليونيل إليكا فاتوبايتو، في 26 يوليو 2024 في القرية الأوليمبية بسبب سكتة قلبية قبل حفل الافتتاح مباشرة.

## وفيات غير المشاركين في الأحداث المتعلقة بالألعاب الأولمبية

### ليما 1964
خلال مباراة تأهيلية لبطولة كرة القدم الأولمبية، بدأ مشجعو الفريق المضيف في إثارة الشغب بعد إلغاء هدف متأخر لبيرو. أطلقت الشرطة الغاز المسيل للدموع على الحشد، مما أدى إلى تفاقم الوضع، والذي انتهى بوفاة ما لا يقل عن 328 شخصاً.

### المكسيك 1968
مثلت احتجاجات أولمبياد مكسيكو 68 جزءاً من سلسلة احتجاجات طلابية يسارية في جميع أنحاء العالم. وفي حين زعم مجلس الإضراب الوطني المحتج أنه لا يربط مطالبه بالألعاب الأولمبية، احتج بعض الطلاب على الإسراف الملحوظ في استضافة الألعاب، وسعى البعض إلى استغلال الحضور المتزايد لوسائل الإعلام الأجنبية في المدينة للدعاية. كان لدى الحكومة الاستبدادية «كتيبة أولمبيا» السرية لضمان الأمن أثناء الألعاب. اقتحمت الوحدة اجتماع حاشد في بلازا دي لاس تريس كولتوراس وأجرت اعتقالات قبل عشرة أيام من الألعاب. وتتراوح تقديرات عدد القتلى في العملية بين ثلاثين إلى عدة مئات.

### ميونيخ 1972
قُتل أنطون فليجرباور ضابط شرطة من ألمانيا الغربية وخمسة فدائيين فلسطينيين خلال تبادل إطلاق النار، بالإضافة إلى أعضاء الفريق الأولمبي الإسرائيلي الـ11 الذين لقوا حتفهم. أصيب كارميل إلياش، ابن عم موشيه وينبرغ، بنوبة قلبية أثناء مراسم التأبين العامة في اليوم التالي.

### أتلانتا 1996 (تفجير الحديقة الأولمبية)
انفجرت قنبلة في منتزه سنتينيال الأولمبي في أتلانتا، جورجيا، مما أسفر عن مقتل شخصين وإصابة أكثر من 100 شخص وذلك في 27 يوليو 1996 (اليوم الثامن من دورة الألعاب الأولمبية الصيفية في أتلانتا 1996).

### سيدني 2000
توفي هيجينوس أنوجو، 22 عاماً، من نيجيريا، وهو لاعب احتياطي في سباق التتابع 4 × 400 م، بعد أن صدمته سيارة أثناء عبوره أحد الشوارع في سيدني قبل ثمانية أيام من افتتاح الألعاب. ولم يكن لديه اعتماد أولمبي ولم يكن يقيم في قرية الرياضيين الأولمبيين. كان أنوجو مع الفريق يتدرب في أديلايد، حيث تجري الاختيارات النهائية لفرق التتابع، ولم يجرى اختياره. وكان من المقرر أن يعود إلى نيجيريا لكنه توجه طواعية إلى سيدني.

### أثينا 2004 الألعاب البارالمبية
لقي سبعة مراهقين من فاركادونا مصرعهم في حادث أثناء سفرهم إلى أثينا لحضور الألعاب، عندما اصطدمت حافلتهم بشاحنة بالقرب من بلدة كامينا فورلا. أُلغي الجزء الثقافي من مراسم ختام هذه الألعاب البارالمبية، احتراماً لوفاتهم.

### بكين 2008
كان سائق دراجة نارية تابع لشرطة هونغ كونغ ضمن مرافقة كبار الشخصيات إلى نهر شونج يوي لحضور فعاليات الفروسية الأولمبية 2008 وقُتل في الطريق في حادث مروري.

### لندن 2012
تعرضت حافلة خاصة تقل وسائل إعلام من الحديقة الأولمبية بلندن لحادث تصادم أدى إلى مقتل أحد راكبي الدراجات في 1 أغسطس 2012.